# Spigno Saturnia
Spigno Saturnia ist eine Gemeinde in der Provinz Latina in der italienischen Region Latium mit 2856 Einwohnern (Stand 31. Dezember 2023). Sie liegt 147 Kilometer südöstlich von Rom.

## Geographie
Spigno Saturnia liegt in den Monti Aurunci nördlich von Gaeta.

## Bevölkerung
| Jahr | Bevölkerung |
| ---- | ----------- |
| 1871 | 1795        |
| 1901 | 1950        |
| 1921 | 2269        |
| 1951 | 2368        |
| 1971 | 1873        |
| 1991 | 2460        |
| 2001 | 2719        |

## Politik
Salvatore Vento (Lista Civica: Prima Spigno) wurde im Mai 2014 zum Bürgermeister gewählt. Er wurde am 26. Mai 2019 zum zweiten Male gewählt.

## Belege
1. ↑  Bilancio demografico e popolazione residente per sesso al 31 dicembre 2023. ISTAT. (Bevölkerungsstatistiken des Istituto Nazionale di Statistica, Stand 31. Dezember 2023).
2. ↑  ISTAT